# Dichanthium
Dichanthium és un gènere de plantes de la família de les poàcies, ordre de les poals, subclasse de les commelínides, classe de les liliòpsides, divisió dels magnoliofitins.

## Taxonomia
- Dichanthium ischaemum (L.) Roberty.

(vegeu-ne una relació més exhaustiva a Wikispecies)

## Sinònims
(Els gèneres marcats amb dos asteriscs (**) són sinònims possibles)
**Bothriochloa Kuntze, 
**Capillipedium Stapf, 
Diplasanthum Desv., 
Eremopogon Stapf, 
Lepeocercis Trin.